# バンド端発光
バンド間遷移による発光過程は数多くあるが、そのうち価電子帯の上端の正孔と伝導帯の底の電子が再結合することによる発光をバンド端発光（バンドたんはっこう, 英: Band edge emission）と言う。バンドギャップに等しいエネルギー（波長）を持つ光が放出される。